# 魅せられて (1949年の映画)
『魅せられて』（みせられて、原題：Caught）は、1949年のアメリカ映画。日本では劇場未公開で、BSで放映された。日本版DVDが紀伊國屋書店から発売されている。

## スタッフ
- 監督：マックス・オフュルス
- 脚本：アーサー・ローレンツ
- 原作：リビー・ブロック "Wild Calendar"
- 撮影：リー・ガームズ
- 音楽：フレデリック・ホレンダー

## キャスト
- ジェイムズ・メイソン：ラリー
- バーバラ・ベル・ゲデス：レオノーラ
- ロバート・ライアン：スミス
- フランク・ファーガソン：ドクター・ホフマン
- クルト・ボワ：フランツ
- ルース・ブレイディ：マキシーン
- ナタリー・シェイファー：ドロシー
- アート・スミス：精神科医